# 罗阿托
罗阿托（義大利語：Roatto），是意大利阿斯蒂省的一个市镇。总面积6.46平方公里，人口387人，人口密度59.9人/平方公里（2009年）。ISTAT代码为005091。